# BonBon-Land
BonBon-Land er en forlystelsespark beliggende ved Holme-Olstrup i Sydsjælland.

## Historie
Bonbon-Lands historie begyndte, da bolsjemageren Michael Spangsberg fik idéen til BonBon-slikket med navne som mågeklatter, hundeprutter og tissebleer. Slikket blev så populært, at mange skoler og børnehaver ville besøge slikfabrikken i Holme-Olstrup og se, hvordan slikket blev til. Slikproduktionen skulle opfylde nogle strenge hygiejnekrav og kunne derfor ikke modtage besøgende. Det betød, at Michael Spangsberg besluttede sig for at åbne et lille BonBon-Land. I 1992 så forlystelsesparken dagens lys med et bolsjeværksted, en biograf, butik og fire andebåde i en sø.
Gennem årene er forlystelsesparken løbende blevet udvidet, og parken var i 2008 den 8. mest besøgte attraktion i Danmark.
BonBon-Land er i dag ejet af den spanske forlystelseskoncern Parques Reunidos, der er den tredjestørste udbyder i Europa af forlystelsesparker, safarilande og vandlande. Parques Reunidos ejer i alt 67 forlystelsesparker rundt om i verden.
Efter at Parques Reunidos efter sæson 2007 overtog BonBon-Land, har forlystelsesparkens økonomi været svingende. Bl.a. har sommervejret ikke vist sig fra sin bedste side. Efter en regnfuld 2011-sæson kom BonBon-Land ud med et underskud i omegnen af 16 millioner.

## Koncept
Konceptet har fra starten været, at det skulle være en familiepark med så mange forlystelsesaktiviteter, at gæsterne ikke kunne nå dem alle på en dag. Parken har i dag forlystelser til børn i alle aldre, bl.a. Bæver-raftingbanen, Vandrotten og Vildsvinet. Desuden findes der legepladser og en sørøversti, hvor gæsterne selv kan være aktive.

## Nøgletal
Frem til 1998 fyldte BonBon-Land 85.000 m². Ved tilføjelsen af Bæverrafting-forlystelsen i 1998 blev BonBon-Land udvidet til 110.000 m². I 2003 blev parken atter udvidet med 15.000 m² i forbindelse med tilføjelsen af Vildsvinet.
Parkens areal er i dag på 130.000 m².

## Forlystelser

### Nyheder år for år
| År   | Nyhed                          | Andet |
| ---- | ------------------------------ | --- |
| 1992 | Åbningen                       | |
| 1993 | Hundeprutterutschebanen        | Parkens mindste rutschebane og deres varemærke. Varemærket har lige siden starten i 1992 været hunden Henry Hundeprut. Henry er placeret ved indgangen og midt i Hundeprutterutschebanen. Banen er 125 m og har en g-påvirkning på 3,3G. |
| 1994 | Den Skøre Skildpadde           | |
| 1995 | Vandrotten                     | |
| 1996 | Sørøverøen                     | |
| 1997 | Sprutten                       | |
| 1998 | Bæver Raftingen                | Bæver Rafting-banen er Nordens længste raftingbane på hele 553 meter. |
| 1999 | Rejen, Dillen & Hestepæren     | |
| 2000 | Lossepladsen                   | Lossepladsen blev pillet ned for at gøre plads til Hankatten fra 2007. |
| 2001 | Cobratårnet og Hurlum-Hajen    | Hurlum-Hajen blev taget ned i 2009 |
| 2002 | Klaptorsken                    | |
| 2003 | Vild-Svinet (en)               | Forlystelsen er bygget specielt til Bonbon-Land ud fra Gerstlauer Eurofighters prototype. Den tekniske beregning af banen fylder mere end 25.000 A4 sider. Den tyske konstruktør, Stengel, der har designet Vild-Svinet, har bygget mere end 250 rutchebaner rundt omkring i hele verden. Banen er 428 m og har en g-påvirkning på 3G.                                           |
| 2004 | Alba-Tossen                    | |
| 2005 | Søløven                        | |
| 2006 | Krage-Trærene og Leo-Farterne  | |
| 2007 | Hankatten og Den Våde Delfin   | Hankatten er 390 m lang og har en g-påvirkning på 3,3G. |
| 2008 | Kaninus Rutsjebane & Fjumse-By | Kaninus Rutsjebane & Fjumse-By blev pillet ned i 2009 |
| 2009 | Viktor Vandorm & Fantasy World | |
| 2010 | Svend-Svingarm & Bon-bio 4D    | Svend Svingarm er BonBon-Lands vildeste forlystelse med en topfart på 117 km/t og en 4,7 G påvirkning. Turen varer mere end 3 minutter. |
| 2011 | Hestorado 5D                   | |
| 2013 | Pelle Piratsprøjt              | Pelle Piratsprøjt er en ni meter høj vandborg, der indeholder ca. 20.000 liter vand. I minuttet bliver der pumpet godt 5000 liter vand gennem systemet. Forlystelsen fylder 550 kvm med en 650 kvm stenterrasse rundt om. Vandborgen indeholder 10 rutschebaner samt store vandkar, der plasker ned over gæsterne.                                                               |
| 2018 | Den Hemmelige Verden (VR)      | "Den Hemmelige Verden" er BonBon-Land første VR-rutsjebanetur men det er også den første i Danmark, hvor VR-oplevelsen i rutsjebanen er interaktiv. Den populære Viktor Vandorm er nemlig blevet til to forlystelser i én. Den første halvdel er stadig Viktor Vandorm, mens den sidste halvdel er til dem, der har lyst til at rejse til ”Den Hemmelige Verden” med VR-briller. |

## Galleri
- Alba-Tossen i nye farver til sæson 2011
- Hundeprutterutschebanen og Henry
- Vandrotten
- BON-BIO 4D
- BONBON-LANDs udgang

## Transport
BonBon-Land bliver betjent med Holme-Olstrup Station der ligger på Lille Syd der går mellem Næstved og Roskilde over Køge, samt primærrute 54 der går igennem om Holme-Olstrup der ligger imellem Næstved og Sydmotorvejen E47/E55 ved Rønnede.
I de kommede år vil tilgængligheden til BonBon-Land blive kraftig forbedret, da Vejdirektoratet er i gang med at planlægge en ca. 15 km lang motorvej på primærrute 54 mellem Næstved og Rønnede (Næstvedmotorvejen), Efter linjeføring A blev valgt kommer motorvejen til at gå nord om BonBon-Land og Holme-Olstrup.